# Cem Özdemir
Cem Özdemir (Bad Urach, 21 december 1965) is een Duitse politicus van Bündnis 90/Die Grünen. Sinds 8 december 2021 is hij bondsminister van Voeding en Landbouw in het kabinet-Scholz.

## Politieke loopbaan
Cem Özdemir sloot zich in 1981 aan bij Die Grünen, de partij die in 1993 fuseerde tot Bündnis 90/Die Grünen. Hij was voor zijn partij aanvankelijk op deelstaatniveau actief in Baden-Württemberg, maar bij de federale verkiezingen van 1994 werd Özdemir verkozen in de Bondsdag, waar hij tot 2002 parlementslid zou blijven. Hij stapte op nadat hij in opspraak was gekomen wegens het afsluiten van een persoonlijke lening bij een lobbyist, alsmede het privégebruik van het Miles & More-frequentflyerprogramma dat voor zakendoeleinden was bedoeld. 
Bij de Europese parlementsverkiezingen van 2004 werd Özdemir verkozen in het Europees Parlement. Hij diende er vijf jaar gedurende de zesde zittingsperiode, maar stelde zich in 2009 niet herkiesbaar. Tussen 2008 en 2018 was Özdemir co-voorzitter van Bündnis 90/Die Grünen, samen met Claudia Roth en later Simone Peter. Hij was de eerste partijvoorzitter in Duitsland van allochtone afkomst.
Na de Duitse verkiezingen van 2013 werd hij weer lid van de Bondsdag. Met Katrin Göring-Eckardt deelde hij het lijsttrekkerschap van de Groenen bij de Bondsdagverkiezingen van 2017, waar de partij een redelijke vooruitgang wist te boeken. In 2018 werd hij voorzitter van de commissie verantwoordelijk voor transport.
Na de Bondsdagverkiezingen van 2021 vormden Bündnis 90/Die Grünen, SPD en FDP het kabinet-Scholz, onder leiding van bondskanselier Olaf Scholz. In deze regering, die op 8 december 2021 aantrad, werd Özdemir aangesteld als minister van Voeding en Landbouw. Daarmee is hij de eerste Duitse bondsminister met een Turkse achtergrond.

## Persoonlijk
Özdemir is een zoon van Turkse gastarbeiders en verkreeg in 1983 de Duitse nationaliteit. Hij beschrijft zichzelf als een 'seculiere moslim' en was van 2003 tot 2023 getrouwd met de Argentijnse journaliste Pía María Castro. Ze hebben samen twee kinderen.